# Enrico Platé
Enrico Platé, född 28 januari 1909 i Milano, död 2 februari 1954 i Buenos Aires, var en italiensk-schweizisk racerförare. Han drev även privatstallet Scuderia Enrico Platé.

## Racingkarriär
Platé började sin karriär som mekaniker, men började senare tävla med voiturette-bilar. Efter andra världskriget deltog han i Grand Prix racing fram till 1948.
Platé förolyckades vid ett Formel Libre-lopp i Argentina 1954.

## Scuderia Enrico Platé
Enrico Platé startade sitt eget stall 1946. Stallet tävlade med Maserati 4CL och senare den modernare Maserati 4CLT/48. Förare som körde för stallet under Grand Prix-åren fram till 1949 inkluderar Tazio Nuvolari, Nello Pagani och prins Bira.

### F1-säsonger
| Säsong | Tävlingsnamn          | Bil            | Motor            | Poäng | Förare 1                | Förare 2     | Övriga förare             |
| ------ | --------------------- | -------------- | ---------------- | ----- | ----------------------- | ------------ | ------------------------- |
| 1950   | Scuderia Enrico Platé | Maserati 4CLT  | Maserati 1.5 L4C | 7     | Emmanuel de Graffenried | Prince Bira  |                           |
| 1951   | Scuderia Enrico Platé | Maserati 4CLT  | Maserati 1.5 L4C | 0     | Emmanuel de Graffenried | Harry Schell | Louis Chiron Paul Pietsch |
| 1952   | Scuderia Enrico Platé | Maserati 4CLT  | Platé 2.0 L4     | 1     | Emmanuel de Graffenried | Harry Schell | Alberto Crespo            |
| 1953   | Scuderia Enrico Platé | Maserati A6GCM | Maserati 2.0 L6  | 2     | Emmanuel de Graffenried |              |                           |